# Friedrich Ludwig Tenge
Friedrich Ludwig Tenge (* 1793 in  Osnabrück; † 2. November 1865 auf Gut Niederbarkhausen) war ein deutscher Gutsbesitzer und Industrieller.

## Leben
Friedrich Ludwig Tenge wurde als Sohn des Osnabrücker Tabakfabrikanten Ernst Friedrich Tenge (1759–1824) geboren. Von 1800 bis 1808 besuchte er das Ratsgymnasium in Osnabrück. 1810 begann er in Montpellier das Studium der Agrarökonomie, das er 1811 in Göttingen fortsetzte und 1813 in Heidelberg abschloss. In Göttingen wurde er Mitglied des Corps Guestphalia.
Schon in jungen Jahren zeigte er sich sehr risikofreudig in seinen Investitionsentscheidungen mit großem Geschick in Geldgeschäften. Sein erster Erwerb war 1814 noch für seinen Vater das Gut Niederbarkhausen, auf dem er 1814 eine Essigsiederei, 1816 eine Weizenmühle, 1817 eine Töpferei und in den 1820er Jahren ein Kohlebergwerk errichtete.
1818 erwarb er auf eigene Rechnung das Gut Dalbke, auf dem er 1835 die Papiermühle Dalbke errichtete, die nach seinem Tode von seinem Enkel Max Dresel als Dalbker Papierfabrik weitergeführt wurde.
Das Domänengut Holte erwarb er 1820 und errichtete hier ab 1840 die Holter Eisenhütte zur Verhüttung der in der Region vorkommenden Raseneisenerze. Die 1842 in Betrieb genommene Hütte war die erste große metallverarbeitende Industrie in Ostwestfalen.
Tenge erwarb 1822 von Aloys von Kaunitz-Rietberg die diesem privatrechtlich gehörenden ehemals gräflich rietbergischen Besitzungen.
1831 erfolgte der Erwerb des Forstgutes Marschallhagen, auf dem er 1833 die Glashütte Marschallhagen gründete. 1840 erwarb er die Glashütte Sengenthal. 1846 erbaute er auf dem Gut Rietberg, das er 1822 erworben hatte, die Glashütte Rietberg.
Viele Radikaldemokraten in der Zeit des Vormärz zählten zu seinen Freunden und Gästen, unter anderem Wilhelm Weitling, die Brüder Karl und Albert Grün, Friedrich Engels und Hermann Püttmann. Wiederholt besuchte ihn Hoffmann von Fallersleben, der Tenge auch 1844 auf einer Italienreise begleitete, zusammen mit Anton Fahne. Viele politisch verfolgte Schriftsteller fanden bei ihm in Niederbarkhausen Unterschlupf, so Ferdinand Freiligrath.
Friedrich Ludwig Tenge war der Stammvater der westfälischen Unternehmerfamilie Tenge.